# Lee Alexander
Pour les articles homonymes, voir Alexander.
Lee Alexander est une footballeuse internationale écossaise, née le 23 septembre 1991, à Rutherglen au Royaume-Uni. Elle évolue au poste de Gardien de but. En 2019, elle joue à Glasgow City en Scottish Women's Premier League (le championnat d'Écosse féminin).

## Carrière

### En club
Pour ses débuts à Glasgow City elle est la doublure de la gardienne de but Claire Johnstone.
Lee Alexander joue pour Glasgow City pendant cinq ans, elle y remporte quatorze trophées dont quatre triplés nationaux consécutifs.
Le 13 août 2011, elle participe pour la première fois à la ligue des champions avec une victoire 8 à 0, à  domicile, lors d'un match de qualification contre le club maltais du FC Mosta.
En décembre 2015 elle signe un contrat professionnel avec le club suédois de Mallbackens IF dans le Damallsvenskan (le championnat de Suède féminin).
Cette année-là, Mallbackens IF finit dernier du championnat de Suède et est relégué en division inférieure et Lee Alexander encaisse 57 buts, le plus mauvais total pour un gardien de but cette saison en championnat.
En décembre 2016, après une saison en Suède elle retourne au Glasgow City.

### En sélection
En sélection Lee Alexander est toujours remplaçante derrière l'indiscutable titulaire Gemma Fay (203 sélections entre 1998 et 2017).
Elle participe au championnat d'Europe 2017, mais n'y dispute aucune rencontres comme titulaire.
Le 14 septembre 2017, Lee Alexander est sélectionnée pour la première fois comme titulaire en équipe nationale écossaise contre la Hongrie.(Victoire 3 à 0 en Hongrie)
Lee Alexander apparaît sur la liste des joueuses sélectionnées pour participer à la Coupe du monde 2019 organisée en France.
Lee Alexander est titulaire pour les trois matchs de l'équipe d'Écosse lors de la Coupe du monde 2019. Lors du troisième match contre l'Argentine elle manque de chance en marquant contre son camp lorsqu'elle réalise une "claquette" sur le tir de la joueuse Florencia Bonsegundo qui frappe la barre transversale et rebondit contre elle pour finir dans le but. En toute fin de rencontre elle arrête un pénalty de Florencia Bonsegundo, mais s'étant trop avancée avant le départ du ballon, l'arbitre avec l'aide de la vidéo refait tirer ce pénalty qui cette fois est marqué. L'Argentine obtient donc le match nul (3 à 3) en toute fin de match, l'équipe écossaise ne figure donc plus parmi les meilleurs troisièmes pour se qualifier en huitièmes de finale.

## Palmarès[7]
- Glasgow City :
  - Vainqueur du championnat d'Écosse en 2011, 2012, 2013 , 2014 , 2015 , 2017 et 2018
  - Vainqueur de la Coupe d'Écosse féminine en 2011, 2012, 2013, 2014 et 2015
  - Vainqueur de la Coupe de la Ligue écossaise en 2012, 2013, 2014 et 2015

### Distinctions personnelles
- Membre de l'équipe-type de la Scottish Women's Premier League en 2022